# Зоряний міст (фестиваль)
Харківський міжнародний фестиваль фантастики «Зоряний міст» (ХМФФ «Зоряний міст») — у минулому щорічний фестиваль письменників-фантастів що проводився в Харкові, де відбувалося нагородження преміями російськомовних фантастичних творів, вперше надрукованих у попередньому році.
Проводився з вересня 1999 по вересень 2012 року в Харкові. Фестиваль був одним з найбільш популярних в СНД фантастичних конвентів, його проведення широко висвітлювалося у ЗМІ. Фестиваль перестав існувати у 2012 році. Першому проведенню фестивалю в 1999 році передувала 10-літня участь майбутніх членів оргкомітету в міському клубі любителів наукової фантастики «Контакт». Фестиваль — це «дитя» харківського творчого дуету Генрі Лайон Олді.

## Керівництво
Основні організаційні обов'язки фестивалю покладено на оргкомітет, що станом на 2009 рік, складався з:
- Директор: Олександр Золотько.

- Голова: Микола Олександрович Макарівський — кандидат фізико-математичних наук, доцент Харківського національного університету ім. В. Н. Каразіна (ХНУ), заст. декана фізичного факультету, голова Харківської міського КЛФ «Контакт», член журі премії «Аеліта» та премії ім. І. Єфремова.

- Заступник голови: Аваков Арсен Борисович — колишній голова Харківської обласної державної адміністрації.

- Громов Дмитро Євгенович і Ладиженський Олег Семенович — письменницький дует під псевдонімом Г. Л. Олді.

- Філюнкіна Галина Володимирівна (Україна, Харків), секретар оргкомітету

- Крафт Олександр Олександрович (Україна, Харків), письменник, адміністратор, вебадміністратор

## Премії
Премії, які вручаються на фестивалі діляться на два типи: «демократичні» і «авторитарні».
Демократичні премії засновуються оргкомітетом і вручаються за результатами голосування всіх учасників фестивалю, включаючи членів оргкомітету:
- Премія в номінації «Цикли, серіали і романи з продовженням» — вручається з 1999 року; три призових місця.

- Премія в номінації «Крупна форма» (романи) — вручається з 1999 року; три призових місця.

- Премія в номінації «Дебютні книги» — вручається з 1999 року; три призових місця.

- Премія в номінації «Майстер Фен-До» — вручається з 1999 року за краще зображення бойових мистецтв в фантастиці; три призових місця: чорний пояс 3-го дана (I місце), чорний пояс 2-го дана (II місце) і чорний пояс 1-го дану (III місце).

- Премія в номінації «Портрет Доріана Грея» — вручається з 1999 року. На першому фестивалі з формулюванням «за кращу неопубліковану ілюстрацію до твору вітчизняної фантастики останніх 5 років», на наступних — вручалася художникам-ілюстраторам за графіку. Три призових місця.

- Премія в номінації «Епіграма-Ф» — вручається з 2000 року, спочатку «за найкращу епіграму на письменника-фантаста або на фантастичний твір», на наступних фестивалях — «за найкращу епіграму сучасних фантастів». Три призових місця.

- Премія в номінації «Критика, публіцистика та літературознавство» — премія оргкомітету фестивалю «Зоряний Міст», вручається з 2001 року (хоча в 2000 році була подібна номінація «За найкращі критичні і літературознавчі статті про фантастику»). Три призових місця.

Авторитарні премії вручаються їх засновниками без голосування. До цих премій відносяться:
- премія Харківського Інституту Чудаков;

- премія творчої майстерні «Второй блин»;

- премії Харківського Університету Внутрішніх Справ МВС України

і ще ряд призів і премій.

## Лауреати
Лауретами фестивалю з 1999 по 2012 стали:
| Номінація                                                  | I місце Золотий кадукей                                                     | II місце Срібний кадукей                                           | III місце Бронзовий кадукей                                                                                |
| I фестиваль «Зоряний міст» 7—10 жовтня 1999 року           | I фестиваль «Зоряний міст» 7—10 жовтня 1999 року                            | I фестиваль «Зоряний міст» 7—10 жовтня 1999 року                   | I фестиваль «Зоряний міст» 7—10 жовтня 1999 року                                                           |
| ---------------------------------------------------------- | --------------------------------------------------------------------------- | ------------------------------------------------------------------ | --- |
| Цикли, серіали і романи з продовженням                     | Лев Вершинін «Сельва не любит чужих»                                        | Сергій Лук'яненко «Фальшиві дзеркала»                              | Михайло Успенський «Кого за смертью посылать»                                                              |
| Велика форма (романи)                                      | Євгеній Лукін «Зона справедливости»                                         | Сергій Лук'яненко «Ночной дозор»                                   | Володимир Васильєв, Анна Лі «Идущие в ночь»                                                                |
| Дебютні книги                                              | Микола Большаков, Антон Первушин «Собиратели осколков»                      | Вікторія Угрюмова «Имя богини»                                     | Павло Шумілов «Одинокий Дракон»                                                                            |
| II фестиваль «Зоряний міст-2000» 14—17 вересня 2000 року   |                                                                             |                                                                    | |
| Цикли, серіали і романи з продовженням                     | Володимир Васильєв, Сергій Лук'яненко «Дневной дозор»                       | Дяченки Марина та Сергій «Авантюрист»                              | Юрій Брайдер, Микола Чадович «Губитель максаров»                                                           |
| Велика форма                                               | Дяченки Марина та Сергій, Андрій Валентинов, Олді Генрі Лайон «Рубеж»       | Євгеній Лукін «Алая аура протопарторга»                            | Олег Дивов «Выбраковка»                                                                                    |
| Дебютні книги                                              | Дмитро Скірюк «Осенний Лис»                                                 | Андрій Льгов «Непобедимый Олаф»                                    | Володимир Хлумов «Мастер дымных колец»                                                                     |
| III фестиваль «Зоряний міст-2001» 13—16 вересня 2001 року  |                                                                             |                                                                    | |
| Цикли, серіали і романи з продовженням                     | Ван Зайчик Хольм за 1-ю цзюань цикла «Плохих людей нет»                     | Сергій Лук'яненко «Близится утро»                                  | Дмитро Скірюк за романы «Сумерки меча», «Кровь земли» и «Драконовы сны» — продолжения романа «Осенний Лис» |
| Цикли, серіали і романи з продовженням                     | Ван Зайчик Хольм за 1-ю цзюань цикла «Плохих людей нет»                     | Сергій Лук'яненко «Близится утро»                                  | Віктор Бурцев за романы «Алмазная реальность» и «Алмазный дождь»                                           |
| Велика форма                                               | Дяченки Марина та Сергій «Магам можно всё»                                  | Олег Дивов «Толкование сновидений»                                 | Олександр Громов «Тысяча и один день»                                                                      |
| Дебютні книги                                              | Федір Березін «Пепел»                                                       | Джордж Локхард за роман-дилогию «Право на ярость» — «Гнев Дракона» | Наталія Ігнатова «Чужая война»                                                                             |
| IV фестиваль «Зоряний міст-2002» 12—15 вересня 2002 року   |                                                                             |                                                                    | |
| Цикли, серіали і романи з продовженням                     | Володимир Васильєв «Наследие исполинов»                                     | Федір Березін «Встречный катаклизм» и «Параллельный катаклизм»     | Ван Зайчик Хольм «Дело лис-оборотней» и «Дело победившей обезьяны»                                         |
| Велика форма                                               | Дяченки Марина та Сергій «Долина Совести»                                   | Олександр Громов «Крылья черепахи»                                 | Сергій Лук'яненко «Танцы на снегу»                                                                         |
| Дебютні книги                                              | Леонід Каганов «Коммутация»                                                 | Дмитро Казаков «Я, маг!»                                           | Генадій Карпов «Выявление паразмата»                                                                       |
| V фестиваль «Зоряний міст-2003» 11—14 вересня 2003 року    |                                                                             |                                                                    | |
| Цикли, серіали і романи з продовженням                     | Володимир Васильєв цикл «Ведьмак из Большого Киева»                         | Олексій Пєхов цикл «Хроники Сиалы»                                 | Дмитро Казаков «Истребитель магов»                                                                         |
| Велика форма                                               | Сергій Лук'яненко «Спектр»                                                  | Дяченки Марина та Сергій «Пандем»                                  | Юрій Брайдер, Микола Чадович «Гвоздь в башке»                                                              |
| Дебютні книги                                              | Ярослав Вєров «Хроники Вторжения»                                           | Роман Афанасьєв «Астрал»                                           | Ольга Громико «Профессия: ведьма»                                                                          |
| VI фестиваль «Зоряний міст-2004» 16—19 вересня 2004 року   |                                                                             |                                                                    | |
| Цикли, серіали і романи з продовженням                     | Сергій Лук'яненко «Сумеречный дозор»                                        | Євгеній Лукін «Портрет кудесника в юности»                         | Володимир Васильєв «Лик Чёрной Пальмиры»                                                                   |
| Велика форма                                               | Олег Дивов «Ночной смотрящий»                                               | Олександр Громов, Володимир Васильєв «Антарктида online»           | Дяченки Марина та Сергій «Варан»                                                                           |
| Дебютні книги                                              | Олег Овчінніков «Семь грехов»                                               | Олена Бичкова, Наталія Турчанінова «Рубин Карашэхра»               | Ірина Ясіновська «Граница миров»                                                                           |
| VII фестиваль «Зоряний міст-2005» 15—18 вересня 2005 року  |                                                                             |                                                                    | |
| Цикли, серіали і романи з продовженням                     | Андрій Валентинов, Дяченки Марина та Сергій,Олді Генрі Лайон «Пентакль»     | Вадим Панов «Королевский крест»                                    | Федір Березін «Война 2030: Красный рассвет» и «Война 2030: Пожар метрополии»                               |
| Велика форма                                               | Олександр Громов «Феодал»                                                   | Ольга Громико «Верные враги»                                       | Світлана Прокопчик «Русские ушли».                                                                         |
| Дебютні книги                                              | Алан Кубатієв «Ветер и смерть»                                              | Лора Андронова «По велению Грома»                                  | Олександр Рудазов «Архимаг»                                                                                |
| VIII фестиваль «Зоряний міст-2006» 14—17 вересня 2006 року |                                                                             |                                                                    | |
| Цикли, серіали і романи з продовженням                     | Олександр Громов «Исландская карта»                                         | Олексій Пєхов «Искатели ветра», «Ветер полыни»                     | Федір Березін «Война 2030. Атака Скалистых Гор»                                                            |
| Велика форма                                               | Далія Трускіновська «Шайтан-звезда»                                         | Ольга Громико «Цветок камалейника»                                 | Дяченки Марина та Сергій «Дикая энергия»                                                                   |
| Дебютні книги                                              | Шимун Врочек «Сержанту никто не звонит»                                     | Сергій Слюсаренко «Тактильные ощущения»                            | І. Поль «Ангел-Хранитель 320»                                                                              |
| IX фестиваль «Зоряний міст-2007» 13—16 вересня 2007 року   |                                                                             |                                                                    | |
| Цикли, серіали і романи з продовженням                     | В'ячеслав Рибаков «Звезда Полынь»                                           | Вадим Панов «День Дракона»                                         | Федір Березін «Создатель Чёрного корабля»                                                                  |
| Велика форма                                               | Дяченки Марина та Сергій «Vita Nostra»                                      | Дмитро Скирюк «Блюз Чёрной Собаки»                                 | Володимир Васильєв «Сокровище „Капудании“»                                                                 |
| Дебютні книги                                              | Сергій Маліцький «Миссия для чужеземца»                                     | Сергій Палій «Изнанка»                                             | Михайло Назаренко «Новый Минотавр»                                                                         |
| X фестиваль «Зоряний міст-2008» 11—14 вересня 2008 року    |                                                                             |                                                                    | |
| Цикли, серіали і романи з продовженням                     | Ярослав Вєров, Ігор Мінаков «Десант на Европу»                              | Олександр Громов «Русский аркан»                                   | Ольга Громико «Белорские хроники»                                                                          |
| Велика форма                                               | Дмитро Казаков «Охота на сверхчеловека»                                     | Святослав Логінов «Россия за облаком»                              | Дяченки Марина та Сергій «Медный король»                                                                   |
| Дебютні книги                                              | Ярослав Вєров, Ігор Мінаков «Десант на Сатурн, или Триста лет одиночества»  | Дмитро Колодан «Другая сторона».                                   | Іван Наумов «Обмен заложниками».                                                                           |
| XI фестиваль «Зоряний міст-2009» 17—20 вересня 2009 року   |                                                                             |                                                                    | |
| Цикли, серіали і романи з продовженням                     | Ольга Громико «Год Крысы. Видунья»                                          | Дяченки Марина та Сергій «У зла нет власти»                        | Ян Валєтов «Школа негодяев»                                                                                |
| Велика форма                                               | Сергій Лук'яненко «Недотёпа»                                                | Марія Галина «Малая Глуша»                                         | Олександр Громов «Шанс для динозавра»                                                                      |
| Дебютні книги                                              | Дмитро Колодан, Карина Шаінян «Жизнь чудовищ» (дебютант — тільки К. Шаінян) | Наталія Щерба «Быть ведьмой»                                       | Шимун Врочек, Віталій Обєдін «Дикий Талант».(дебютант — тільки В. Обєдін)                                  |
| XII фестиваль «Зоряний міст-2010» 16—19 вересня 2010 року  |                                                                             |                                                                    | |
| Цикли, серіали і романи з продовженням                     | Ольга Громико «Год Крысы. Путница» (2-я книга романа)                       | Федір Березін «Война 2011. Против НАТО»                            | Вадим Панов «Продавцы невозможного»                                                                        |
| Велика форма                                               | Дмитро Казаков «Русские боги»                                               | Карина Шаінян «Долгий путь на Бимини»                              | Михайло Успенский «Райская машина»                                                                         |
| Дебютні книги                                              | Олексій Кірсанов «Первый судья Лабиринта»                                   | Мар'ям Петросян «Будинок, в якому...»                              | Максим Хорсун «Ушелец»                                                                                     |
| XIII фестиваль «Зоряний міст-2011» 15—18 вересня 2011 року |                                                                             |                                                                    | |
| Цикли, серіали і романи з продовженням                     | Мерсі Шеллі «2048»                                                          | Наталія Щерба «Часовой ключ»                                       | Любмила Астахова, Яна Горшкова «Помни о жизни»                                                             |
| Велика форма                                               | Олег Дивов «Симбионты»                                                      | Володимир Даніхнов «Девочка и мертвецы»                            | Тимофій Скоренко «Сад Иеронима Босха»                                                                      |
| Дебютні книги                                              | Борис Георгієв «Охота на Улисса»                                            | Ігор Вереснєв «Лунный зверь»                                       | Ніна Цюрупа "Человек                                                                                       |